# Bombardement des quartiers militaires de Tchoulakivka
Guerre russo-ukrainienne
Le bombardement des quartiers militaires de Tchoulakivka est une attaque contre les quartiers des soldats russes à Tchoulakivka, dans l'oblast de Kherson. Ce bombardement est mené par les forces armées ukrainiennes le soir du Nouvel An, le 31 décembre 2022. L'attaque est rapportée dans le résumé du matin de l'état-major général des forces armées ukrainiennes le 3 janvier 2023. La partie russe n'a pas encore commenté cet incident. Il n'y a pas encore de confirmation indépendante.
Les analystes américains affirment que la frappe a été menée par un lance-roquettes multiples M142 HIMARS.

## Bombardement
Dans la nuit du 31 décembre 2022, les forces armées ukrainiennes attaquent le camp de soldats russes à Tchoulakivka, dans l'oblast de Kherson. À la suite de la frappe, 500 soldats russes sont tués ou blessés. 20 minutes plus tard, le journaliste et blogueur Anatoli Chari déclare que la frappe a eu lieu dans un hangar, accueillant du matériel et du personnel. L'état-major général des forces armées ukrainiennes rend compte de la frappe du 31 décembre dans son résumé du matin du 3 janvier 2023. Le 4 janvier, le ministère russe de la Défense n'a pas encore mentionné cette frappe dans ses rapports.
Le New York Times, faisant référence à l'analyste Michael Kofman, note que les forces armées ukrainiennes ont changé de tactique et ont commencé à utiliser des HIMARS pour frapper de grandes concentrations de militaires russes, et non des entrepôts. En raison d'un changement de tactique, l'armée ukrainienne a frappé une école technique professionnelle à Makiïvka, dans l'oblast de Donetsk, ainsi que des soldats russes à Choulakivka.